# Registrované partnerství v Itálii
Itálie zpřístupnila homosexuálním párům registrované partnerství počínaje 5. červnem 2016, čímž jim poskytla většinu práv a povinností plynoucích z manželství. Návrh takového zákona schválil nejprve Senát 25. února a posléze 11. května Poslanecká sněmovna. 20. května jej podepsal italský prezident. Zákon byl pak 21. května publikován ve Sbírce zákonů Italské republiky. Účinným se stal 5. června 2016. Nicméně již před přijetím tohoto zákona mohly páry stejného pohlaví stvrzovat své soužití regionálními zákony o registrovaném partnerství. Celostátní registrované partnerství bylo těmito regiony podporováno, neboť se nejednalo pouze o zjednodušení života takových párů, ale i o symbolickou hodnotu.

## Historie
Již v r. 1986 zahájily interparlamentní skupina Ženy komunistky a Arcigay (největší italská LGBT organizace) svojí první kampaň za registrované partnerství v italském parlamentu. Senát si vzala na starosti Ersilia Salvato a Poslaneckou sněmovnu Romano Bianchi a Angela Bottari, kde zapustili pomyslné první kořeny takové legislativy. V r. 1988 následujíc po lobbyingu Arcigay představila Alma Cappiello Agate (právnička a socialistická členka parlamentu) první návrh zákona (PdL N. 2340, Směrnice o de facto existujících rodinách, 12. únor 1988) usilující o uznání „vzájemného soužití“. Cappiellův návrh se sice setkal s neúspěchem, ale zároveň se stal předmětem zájmu tisku (někteří novináři jej nazývaly manželstvím druhé třídy), čímž se vůbec rozbouřily první veřejné debaty na téma instucionalizace homosexuálních svazků.
Během 90. let bylo v parlamentu postupně předkládáno a zamítáno několik návrhů zákona o registrovaném partnerství posílených diskusí v Evropském parlamentu na téma rovných práv pro homosexuály ve věcech manželství a osvojování. Během 13. schůze parlamentu bylo prezentováno nejméně deset návrhů Nicchiho Vendoly, Luigiho Manconi, Glorie Buffo, Ersilie Salvato, Graziana Cioni, Antonia Sody, Luciana Sbarbati, Antonia Lisi, Anny Marie De Lucy a Mauro Paissana. Žádný z nich se nestal pevným bodem schůze. Zřejmě v důsledku přímého vlivu a pronikavé opozice katolické hierarchie, která často mluví do politiky, jedná-li se o kulturně-etické otázky.
V září 2003 přijal Evropský parlament novou rezoluci o lidských právech jiných sexuálních orientací. Každý členský stát je zavázán pracovat v boji se všemi druhy diskriminaci - legislativní i de facto. Během 14. schůze parlamentu vedené Franco Grillinim se debatovalo o návrzích typu francouzského Občanského paktu solidarity, které získaly podporu napříč celým politickým spektrem.
Grillini prezentoval 8. července 2002 vlastní návrh zákona založený na svém dánském ekvivalentu. Nicméně princip Občanského paktu se stal předmětem kontroverzí, když byl dne 21. října 2002 na půdě francouzské ambasády v Římě „oddán“ Alessio De Giorgi s Christianem Pierrem Panicuccim. Ten samý den se projednával Grilliniho návrh a hlasovalo se o něm. Sice neúspěšně, ale podařilo se získat podporu 161 politiků ze středo-levice.

### Druhá Prodiho vláda
V rámci předvolební kampaně r. 2006 slíbil vůdce opozice Romano Prodi přiznání určité právní ochrany nesezdaným párům, pokud bude zvolen. Prodiho středo-levicová koalice následně volby vyhrála a v únoru 2007 jakožto vláda přijala návrh zákona o trvalém soužití Diritti e doveri delle persone stabilmente Conviventi (DICO) (Česky: Práva a povinnosti trvalého vzájemného soužití). Návrh poskytoval nesezdaným párům, včetně homosexuálních párů, zdravotní a sociální benefity, včetně dědění ze zákona, pokud pár žil ve společně hospodařící domácnosti po dobu nejméně 9 let. Návrh odmítala katolická církev, Senát, v němž většina středo-pravicové opozice získala mandát, a i určitá část Prodiho kabinetu. Neustálé odkládání návrhu znamenalo, že se zřejmě nestihne projednat do konce volebního období.
10. března 2007 se v Římě konala demonstrace na podporu legislativy a proti „účelovému“ odkládání projednání návrhu ze strany Prodiho úřadu. Tisíce aktivistů mávalo ve vzduchu alarmujícími hodinami signalizujícími, že je nejvyšší čas pro takový zákon. Někteří vládní představitelé jako například ministryně pro rovné příležitosti Barbara Pollastrini a ministr pro sociální solidaritu Paolo Ferrero se demonstrací zúčastnily, za což byli následně premiérem kritizováni. O dva dny později uspořádala Konference italských biskupů kontrademonstraci taktéž v Římě. Podle policejních zdrojů se jí mělo zúčastnit 800 tisíc lidí, včetně ministrů katolické vlády jako jsou Clemente Mastella a Giuseppe Fioroni. 16. června měl každoroční římský Gay Pride rekordní milionovou účast. Tentokrát měl v sobě i jistý politický podtext, neboť jím LGBT asociace odpovídaly na opoziční demonstrace.
Následující rok byl návrh DICO sloučen s jinými návrhy zákona o registrovaném partnerství a senátní justiční komise diskutovala o novém návrhu zvaném Contratto di Unione Solidale (Kontrakt pro sociální svazky). Nicméně veškerou navrženou legislativu zdrželo vypsání předčasných voleb a rozpuštění parlamentu.
Italští režiséři Gustav Hofer a Luca Ragazzi promítli diskusi na téma DICO zákona do svého úspěšného dokumentárního filmu Suddenly, Last Winter (Improvvisamente l'inverno scorso).

### Čtvrtá Berlusconiho vláda
Ačkoliv byla v květnu 2008 do Berlusconiho kabinetu zvolená vládní většina Lidu svobody – Ligy Severu, která neměla ve svém předvolebním programu práva homosexuálních párů, někteří jejich politici jako je například Renato Brunetta, ministr inovace a veřejné administrativy, Lucio Barani a Francesco De Luca se pokusili na vlastní pěst takovou legislativu prosadit. Jejich soukromý návrh (C.1756) známý pod zkratkou DiDoRE (Diritti e Doveri di Reciprocità dei conviventi, vzájemná práva a povinnosti soužijících partnerů) byl však odmítnut. I kdyby prošel, nejednalo by se o klasicky úředně zaznamenané partnerství, nýbrž o „neregistrované soužití“.

### Montiho vláda
Za Montiho vlády se nepřijala žádná legislativa uznávající stejnopohlavní svazky. Došlo však k určitým značným reformám v italském právním řádu. V r. 2009 požádal benátský gay pár tamní administrativu o vydání manželské licence. Spor s benátským tribunálem se pak následně dostal až k Ústavnímu soudu z důvodu rozporu s občanským zákoníkem (nepřipouštějícím stejnopohlavní manželství) a článkem 3 italské ústavy (zákaz diskriminace) a článkem 29 (připouštějící generově-neutrální definici manželství). Ústavní soud pak následně 14. dubna 2010 rozhodl, že statutární zákaz stejnopohlavního manželství není v rozporu s ústavou.
V lednu 2011 zrušil italský Nejvyšší správní soud rozsudek nižší instance, který zakazoval občanovi EU žijícím ve stejnopohlavním manželství s Italem vstup do země kvůli rozporu s rodinným právem. V odůvodnění stálo, že nižší soud nebral v potaz směrnici EU garantující všem občanům Unie volný pohyb v rámci členských zemí. V r. 2012 se soudy zabývaly dalším případem stejnopohlavního páru - Itala žijícího v manželství s Uruguaycem ve Španělsku. Průlomové rozhodnutí Nejvyššího správního soudu z 15. března 2015 garantuje všem stejnopohlavním párům právo na rodinný život náležící sezdaným párům. V závěru píše, že soudní systém garantuje všem stejná práva vyplývající z manželství případ od případu. Přestože toto rozhodnutí neřeší objektivně všechny případy, soudy nižší instance jej od té doby praktikují. Ačkoli tedy zůstával parlament ve vztahu ke stejnopohlavnímu soužití neutrální, tak verdikt tímto otevřel cestu k přiznávání určitých individuálních práv nesezdaných párů. Manželství uzavřená v zahraničí dále garantují cizincům právo na získání trvalého pobytu v Itálii, a to i těm, kteří pocházejí ze zemí mimo EU.
V květnu 2012 se politická strana Italské hodnoty (Italia dei Valori) stala první, která veřejně podpořila stejnopohlavní manželství. Předseda strany Antonio Di Pietro řekl: „Naše strana se jako první v Itálii vydá cestou amerického prezidenta Baracka Obamy. Uvítáme spolupráce s jakoukoli další stranou podporující stejnopohlavní manželství. Nemusíte se za nic stydět! Pouze říci „ano“!“
V červenci 2012 začlenila Demokratická strana do svého volebního programu občanská práva, včetně uznání stejnopohlavních svazků. Sekulární křídlo strany se pokusilo o jejich expanzi na manželství, ale výbor pro občanská práva mu to nakonec zakázal. Následující dne se předseda Hnutí pěti hvězd Beppe Grillo proti tomuto vymezil a sám se rozhodl vyjádřit podporu manželství osob stejného pohlaví.

### Lettova vláda
28. dubna 2013 se zformovala velká vládní koalice Enrica Letty sestávající i ze členů Demokratické strany, Lidu svobody a Občanské volby. Pouze Demokratická strana a Levice ekologie svoboda vyjádřily podporu stejnopohlavním svazkům během předvolební kampaně.
14. května 2013 rozšířil italský parlament zdravotní benefity na stejnopohlavní partnery jeho členů. Toto rozhodnutí se heterosexuálních partnerů týkalo již po desetiletí. Ten samý měsíc uznal italský soud britské registrované partnerství uzavřené mezi dvěma Italy. Registrace proběhla v Miláně. Pár již byl od r. 2012 registrován na místních matrikách, které toto umožňují.
Ministryně pro rovnost Josefa Idemová (Demokratická strana) posléze oznámila, že sama předloží návrh zákona uznávající stejnopohlavní svazky a nemanželské soužití. Tři návrhy (S.15, S.204 a S.393) měly umožnit homosexuálním párům uzavírání sňatku a další tři (S.197, S.239 a S.314) měly umožnit homosexuálním i heterosexuálním párům registrovat své partnerství.

### Renziho vláda
15. prosince 2013 nově zvolený lídr Demokratické strany Matteo Renzi oznámil, že jeho strana začne pracovat na prosazení zákona uznávajícího stejnopohlavní svazky. Během politické kampaně sdělil Renzi svojí verzi řešení a sice registrované partnerství po britském vzoru (Velká Británie se již tou dobou připravovala legalizovat stejnopohlavní manželství, k čemuž došlo následující rok 2014.) Následně pak v únoru Renzi sestavil novou italskou vládu. Římský starosta Ignazio Marino, milánský starosta Guiliano Pisapia a boloňský starosta Virginio Merola vyvíjeli tlak na novou vládu, aby neprodleně přijala příslušnou legislativu.
Renzi zpočátku naplánoval diskuzi na září 2014, ale pak se bez vládního dekretu a bez vyjádření souhlasu rozhodl celý proces urychlit. Návrh se stal předmětem jednání Komise pro spravedlnost v Senátu, kde však dlouhou dobu ležel bez povšimnutí kvůli intervenci senátorů Nové středopravice. Návrh obsahoval vesměs stejná práva a povinnosti plynoucí z manželství, ale týkal se pouze párů stejného pohlaví. Co se týče rodičovství, tak obsahoval možnost přiosvojení dítěte partnera, ale ne společného osvojení, založeném na německém registrovaném životním partnerství. Legislativa měla podporu značné většiny politického spektra: Demokratické strany, Hnutí pěti hvězdi, poloviny Forza Italia a uskupení Levice ekologie svoboda. Někteří politici odmítali přiosvojení dítěte v rámci homosexuálních svazků, zatímco jiní požadovali stejnopohlavní manželství.
9. února 2015 potvrdil Nejvyšší správní soud nález Ústavního soudu č. 138/2010, že zpřístupnění manželství párům stejného pohlaví není neústavní, ale ani na něj neexistuje žádný ústavní nárok, a tudíž závisí pouze na parlamentu, zda se k takovému kroku odhodlá, a zda se bude jednat o manželství, registrované partnerství nebo jiný právní rámec pro stejnopohlavní svazky. Zatímco Ústavní soud je příslušný k tvoření vlastní interpretace ústavy, tak Nejvyšší soud neřeší otázku ústavnosti této problematiky.
10. června 2015 vyzvala Poslanecká sněmovna Parlamentu Italské republiky vládu k podpoře zákona o registrovaném partnerství párů stejného pohlaví. Všechny vládnoucí strany prezentovaly své výzvy různě. Všechny z nich byly zamítnuty, vyjma výzvy poslanců Demokratické strany. Několik dní před tím se k podobnému kroku odhodlal Evropský parlament, který vyzval všechny členské státy Evropské unie k uznávání stejnopohlavních svazků a rodin; nicméně bez právní síly.
21. července 2015 rozhodl Evropský soud pro lidská práva v kauze Oliari a ostatní vs. Itálie, že Itálie porušovala lidská práva garantovaná Úmluvou o ochraně lidských práv a základních svobod tím, že neuznávala právo stejnopohlavních párů na rodinný život.
7. října 2015 byl návrh zákona o registrovaném partnerství párů stejného pohlaví a nemanželském soužití předložen parlamentu. 14. října 2015 se dostal do fáze prvního čtení v Senátu. Přestože Silvio Berlusconi, předseda opoziční strany Forza Italia, podpořil registrované partnerství i s adopcí dítěte druhého z partnerů, mnoho poslanců jeho strany buď kritizovalo, nebo odmítalo návrh.
23. února 2016 byl návrh přijat Senátem v poměru hlasů 173:71. Návrh v této podobě garantoval stejnopohlavním párům většinu práv a povinností plynoucích z manželství, vyjma rodičovství (společného osvojení i přiosvojení) a přístupu k asistované reprodukci pro lesbické páry. Posléze byl návrh přijat Poslaneckou sněmovnou, kde se hlasování neočekávalo dříve, než v polovině května. 8. března Komise pro spravedlnost při Poslanecké sněmovně zahájila diskuzi o návrhu. Během noční schůze z 19. na 20. dubna předložila Komise návrh ke generální debatě. 27. dubna se rozhodli mluvčí stran zahájit příslušnou diskuzi v období od 9.–12. května. 11. května přijala Poslanecká sněmovna návrh v poměru hlasů 372:51 s 99 zdrženími se. 20. května byl návrh podepsán italským prezidentem Sergiem Mattareallou. Nová legislativa byla publikována v promulgačním listu 21. května a účinnosti nabyla 5. června 2016. 21. července přijala Italská rada států vládní dekret ustavující evidenci registrovaných partnerství napříč celou zemí, což ihned v nadcházejících dnech uspořádat první svatební obřady. 24. července uzavřel první homosexuální pár registrované partnerství v Castel San Pietro Terme blízko Bologni.
Odpůrci legislativy pak následně oznámili, že se pokusí o vypsání referenda o zrušení zákona o registrovaném partnerství.

## Uznání manželství uzavřeného v zahraničí
9. dubna 2014 rozhodl civilní soud ve městě Grosseto, že by stejnopohlavní sňatek uzavřený v zahraničí měl být ze strany obce uznáván. Rozsudek byl později zrušen odvolacím soudem ve Florencii. Podobnou cestou jako Grosseto se vydaly v červenci 2014 Bologna, Neapol a Fano, v září 2014 Empoli, Pordenone, Udine a Trieste. a v říjnu 2014 Florencie, Piombino, Milán, Řím a Livorno.
V r. 2014 nařídil italský ministr vnitra Angelino Alfano zrušení všech registrací zahraničních stejnopohlavních sňatků s odůvodněním, že italský občanský zákon stejnopohlavní manželství neuznává, a tudíž je jakékoli jeho úřední zaznamenávání protiprávní.. Právní řád byl již několikrát používán k zastavení regionální insticionalizace gay párů, ale soudy toto vždycky odmítly s tím, že se nejedná o rozpor s občanským právem. Nakonec i státní žalobce města Udine potvrdil, že by ministerstvo vnitra nemělo znevažovat manželství uznávané obcemi, čímž anuloval Alfanovo nařízení. 9. března 2015 potvrdil regionální správní soud města Lazio Alfanovo nařízení s odůvodněním, že pouze občanské soudy, nikoli ministerstva, jsou příslušná rušení uznaných zahraničních manželství osob stejného pohlaví. Nicméně později shledal, že manželství ze zámoří nelze v Itálii uznávat, z důvodu rozporu s lokální legislativou.
Alfano se následně odvolal k Radě států, italskému nejvyššímu správnímu soudu, který rozsudek zvrátil; rozhodl, že v kompetencích ministerstva je i rušení všech veřejných aktů. Tímto je potvrzeno, že veškeré registrace zahraničních stejnopohlavních manželství jsou v Itálii neplatné, a musí být zrušeny. Gay aktivisté podali stížnost na soudce Rady států Carla Deodato, který se tímto případem zabýval, pro podjatost, neboť se jedná o „ženatého katolíka a otce dvou dětí“, u nějž lze očekávat odmítání stejnopohlavního manželství z náboženského přesvědčení. Jako důkaz použili jeho twitterový účet. Potvrdili i své odvolání se k Evropskému soudu pro lidská práva, pokud dojdou k závěru, že Itálie porušuje jejich ústavní práva.
31. ledna 2017 rozhodl Nejvyšší soud Itálie, že stejnopohlavní manželství uzavřené mezi dvěma ženami v regionu Nord-Pas-de-Calais ve Francii musí být Itálií uznané. Ke kauze starosty malého města Santo Stefano del Sole, který se pokusil odvolat do Neapole, kde bylo manželství uznané, se soud odmítl vyjádřit. Jedna ze dvou žen zde měla právo jus sanguinis, tedy právo krve - občanství dítěte podle občanství jeho pokrevních rodičů, v němž by odmítnout uznat jejich svazek bylo v přímém rozporu s Listinou základních práv EU, základními právy občanů EU, právem svobodného pohybu občanů EU a s anti-diskriminační legislativou.
14. prosince 2017 rozhodl Evropský soud pro lidská práva, že Itálie porušila svým odmítnutím uznat stejnopohlavní manželství uzavřené v zahraničí právo dotyčných párů na respekt soukromého a rodinného života. Jednalo se konkrétně o 6 párů, z nichž tři uzavřely sňatek v Kanadě, dva v Nizozemsku a jeden v Kalifornii. Italské úřady jejich žádost o uznání zahraničního manželství zamítly s odvoláním se na nařízení Ministerstva vnitra z roku 2001, podle něhož je stejnopohlavní manželství v rozporu s veřejným pořádkem. Soud rovněž přikázal Itálii zaplatit poškozeným párům odškodnění.

### Rozhodnutí Soudního dvora EU (2018)
5. června 2018 rozhodl Soudní dvůr EU, že všechny členské země, které nelegalizovaly homosexuální sňatky (včetně Řecka), jsou povinné uznávat taková manželství uzavřená v těch státech EU, kde už jsou legální, a garantovat tak stejnopohlavním manželům občanů EU právo trvalého pobytu. Soud zároveň připomenul, že všechny členské země mají právo se samy rozhodnout, zda do svého právního řádu zavedou manželství párů stejného pohlaví s tím, že ale nesmí porušovat princip volného pohybu občanů EU a jejich manželů bez ohledu na pohlaví. Z hlediska EU je slovo manžel vnímáno v souladu se soudním rozhodnutím jako genderově neutrální.

## Statistiky

### Registrované partnerství
Od července 2016 do konce srpna 2016 bylo v Itálii registrováno celkem 12 homosexuálních párů. V Turínu se uskutečnil jeden svatební obřad s dalšími 50 naplánovanými na nadcházející měsíce. V Miláně se uskutečnilo 6 takových s dalšími 220 naplánovanými. Dvě svatby se odehrály ve Florencii a jedna v Neapoli. Žádná z nich se neuskutečnila tou dobou v Římě. To se změnilo až v příštích měsících, kdy se registrovalo 109 homosexuálních párů. V Římě bylo první registrované partnerství se svatebním obřadem uzavřeno 17. září 2016.
Do března 2017 bylo v Itálii uzavřeno 2802 registrovaných partnerství, z toho 2433 v roce 2016. Nejvíc registrovaných partnerství se uzavřelo v Miláně (354) následovaném Římem (331), Turínem (174), Florencií (123), Bolognou (98), Janovem (85), Neapolí (69), Palermem (36) a Bari (25). Na regionální úrovni bylo nejvíc registrovaných partnerství uzavřeno v Lombardii (669) následované Laziem (376), Emilií-Romagnou (307), Toskánskem (293), Piemontem (291), Benátskem (210), Ligurií (145), Kampánií (105), Sicílií (75), Apulií (59), Marche (54), Kalábrií (8), Údolím Aosty (6), Basilicatou (2) a Molise (1).
Na konci prosince 2017 bylo v Itálii uzavřeno celkem 8506 registrovaných partnerství, z nichž 75 % tvořily mužské páry.

## Přístup církví

### Římskokatolická církev
V Itálii činí Římskokatolická církev největší a nejvlivnější křesťanskou denominaci. Jako taková odmítá jakékoli státní uznávání stejnopohlavních svazků, a tudíž opakovaně blokovala jakékoli pokusy o něj. Nicméně názory na homosexuály a jejich svazky se mezi představiteli církve liší.
V r. 2007 porovnával Angelo Bagnasco (Arcibiskup Janova a předseda Konference italských biskupů) státem uznávané homosexuální svazky se státní podporu incestu a pedofilie. V r. 2014 se ostře vymezil proti rozsudku toskánských soudů, na základě nichž se poprvé v Itálii uznalo gay manželství uzavřené v New Yorku. Registrované partnerství a stejnopohlavní manželství nazval „trojským koněm“, který se snaží o likvidaci tradiční rodiny.
Ve své knize Credere e conoscere publikované krátce před jeho smrtí v r. 2012 bývalý milánský arcibiskup a kardinál Carlo Maria Martini vyjádřil nesouhlas s katolickým přístupem k homosexuálním registrovaným partnerstvím: „Nesouhlasím s pozicemi těch církevních představitelů, kteří se vyjadřují k registrovanému partnerství. Je vždy lepší, když spolu dva lidé vytvoří stabilní vztah, než aby se oddávali příležitostnému sexu, a proto by stát měl takové svazky nějak uznávat.“ Na závěr dodal, že homosexuální pár jako takový nikdy nemůže být postaven na zcela stejnou úroveň jako je manželství.

### Menšinové církve
Waldensiánská evangelická církev se stala první italskou křesťanskou denominací, která v r. 2010 podpořila homosexuální svazky. Italská luteránsko-evangelická církev se k podpoře homosexuálních párů taktéž přidala a od r. 2011 jim žehná ve svých kostelech.

## Veřejné mínění
Podle policejních zdrojů demonstrovalo dne 13. ledna 2007 v Miláně 50 tisíc gay aktivistů za přijetí nového zákona o homosexuálních svazcích.
Podle průzkumu z února 2007 požadovalo 67 % italských katolíků zamítnutí návrhu Prodiho vládní koalice proti 80 % podpoře italské veřejnosti. Na druhou stranu Eurobarometr z podzimu 2006 ukázal, že pouze 31 % Italů souhlasí s legalizací stejnopohlavního manželství napříč celou Evropou a 24 % je pro adopci dětí páry stejného pohlaví. Tento výsledek je tedy z hlediska Evropské unie považován za podprůměrný, neboť průměr činí 44 % a 32 %.
Průzkum Eurispes zveřejněný na začátku r. 2009 ukázal, že 40,4 % Italů podporuje stejnopohlavní občanský sňatek a 18,5 % podporuje registrované partnerství, ale ne manželství. Čili 58,9 % respondentů bylo pro nějakou formu uznání stejnopohlavních svazků. Většinová podpora stejnopohlavního manželství byla zaznamenaná pouze na severozápadě, konkrétně v Piemontu a Ligurii, kde bylo 54,8 % pro. I tak se ale našla většinová podpora ve všech italských regionech, vyjma Sicílie, pro nějaký právní institut pro homosexuální páry. U voličů levice byla zaznamenána 66,5 % podpora stejnopohlavního manželství. Průzkum podobného charakteru zveřejněný v lednu 2010 ukázal 41,0 % podporu stejnopohlavního manželství a 20,4 % podporu registrovaného partnerství. Podpora pro nějakou formu uznání stejnopohlavních svazků tedy stoupla na 61,4 %.
Při příležitosti Mezinárodního dne proti homofobii 17. května 2012 zveřejnila National Bureau of Statistics (ISTAT) oficiální zprávu vládě o postoji italské veřejnosti k homosexualitě. Ve výsledku 62,8 % respondentů podporovalo registrované partnerství částečně podobné institutu manželství. Podpora stejnopohlavního manželství vzrostla na 43,9 % ve střední Itálii, u věkové skupiny 18-34 let (53,4 %) a žen (47 %), pokud jde o geografii, věk a pohlaví. Každopádně: většinová podpora registrovaného partnerství byla ve všech regionech, nejvíce ve střední Itálii (72,2 %), nejméně na jihu a na ostrovech (51,2 %).
Květnový výzkum Ipsos 2013 shledal, že 48 % respondentů podporuje stejnopohlavní manželství a 31 % jinou formu právního uznání homosexuálních párů.
Podle Ifopu z května 2013 podporovalo 42 % Italů právo homosexuálních párů na sňatek a adopci dětí.
Výzkum Demos z října 2014 shledal 55 % podporu stejnopohlavnímu manželství s 42 % opozicí.
Eurobarometr 2015 shledal, že by 55 % Italů podpořilo legalizaci stejnopohlavního manželství napříč celou Evropou, zatímco 35 % bylo proti.
Výzkum z ledna 2016 ukázal 46 % podporu a 40 % opozici registrovaného partnerství. Co se týče manželství, tak tam byla podpora 38 % a opozice 55 %. Ve finále 85 % zkoumaných bylo proti osvojování dětí homosexuálními páry.
V únoru 2016 pár dní poté, co Senát schválil návrh zákona o registrovaném partnerství, se v novém výzkumu ukázala většinová podpora registrovaného partnerství (69 %) i manželství (56 %), ale pouze malá část respondentů by podpořila přiosvojování dětí v rámci homoparentální rodiny (37 %).
Podle průzkumu Pew Research Center, uskutečněném mezi dubnem a srpnem 2017, a publikovaném v květnu 2018 by 59 % Italů podpořilo legalizaci stejnopohlavního manželství, 38 % by bylo proti a 3 % odmítly odpovědět, případně neměli jednoznačný názor. Podle výzkumu stejné organizace by 83 % věřících, 70 % nepraktikujících křesťanů a 44 % praktikujících křesťanů bylo pro stejnopohlavní manželství.
| Italové podporují právo homosexuálních párů na            | 2009  | 2010  | 2012  | 2013 | 2014 | 2016 | 2017 |
| Italové podporují právo homosexuálních párů na            | YES   | YES   | YES   | YES  | YES  | YES  | YES  |
| --------------------------------------------------------- | ----- | ----- | ----- | ---- | ---- | ---- | ---- |
| právní uznání jejich svazků                               | 58.9% | 61.4% | 62.8% | 79%  | -    | 69%  | -    |
| na uzavření manželství                                    | 40.4% | 41%   | 43.9% | 48%  | 55%  | 56%  | 59%  |
| na uzavření registrovaného partnerství, ale ne manželství | 18.5% | 20.4% | 18.9% | 31%  | -    | 13%  | -    |

## Regionální zákony a obecní vyhlášky o registrovaném partnerství
Do roku 2015 mělo více než 250 obcí a měst napříč celou Itálií své vlastní zákony o registrovaném partnerství (registro delle unioni civili), které formálně uznávaly stejnopohlavní páry. Tyto svazky měly většinou pouze symbolickou hodnotu, nikoli nějaké výrazné právní následky. Benefity z nich plynoucí byly velmi omezené. Velká města, která tuto možnost nabízela, byla Řím, Bologna, Padova, Florencie, Pisa, Bolzano, Palermo, Neapol, Milán a Janov

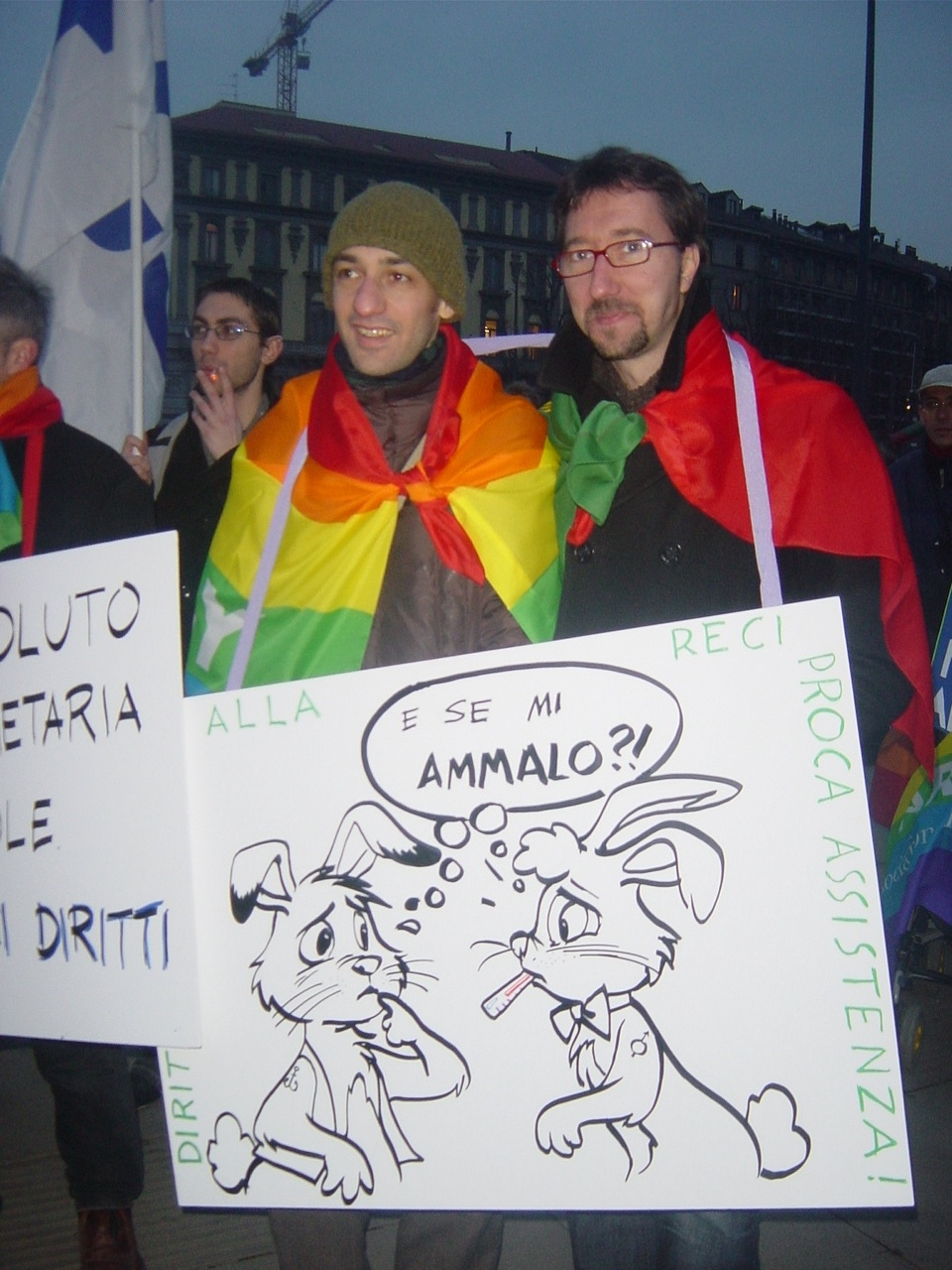
Demonstrace za přijetí Občanského paktu solidarity, únor 2006

V únoru 2012 slíbil milánský starosta Guiliano Pisapia zpracovat vyhlášku o formální registraci homosexuálních svazků ve městě Miláně, metropoli severní Itálie, která garantovala párům žijícím podle ní určitou právní ochranu, ale ne veškerou plynoucí z manželství. Mluvčí Milánské arcidiecéze na to za zareagoval argumentem, že zrovnoprávnění homosexuálního soužití s rodinami založenými na manželství prostřednictvím registrovaného partnerství by mohlo vést k legalizaci polygamie. 27. července 2012 tuto vyhlášku schválilo zastupitelstvo v poměru hlasů 29:7.
V lednu 2013 poprvé v historii Itálie uznala padovská nemocnice homosexuální partnerství. Rozhodla se totiž o přeformulování slov „matka“ a „otec“ na genderově-neutrální „partner“. V srpnu 2013 navrhl radní města Benátek nahrazení slov 'matka' a 'otec' v místních dokumentech (včetně místních škol) slovy 'rodič 1' a 'rodič 2' ('Genitore 1' a 'Genitore 2'). Projekt vyvolal debatu, jíž se zúčastnila i ministryně integrace Cécile Kyenge, která návrh podpořila. I tak se ale tento krok nesetkal s vřelým přijetím. Benátský návrh později putoval do Bologny, kde se jej výkonná rada města rozhodla přepracovat na alternativní řešení - nahrazení matky a otce 'rodičem' a 'dalším rodičem' ('Genitore' a 'Altro Genitore'). Slova nahradí své tradiční protějšky.
V lednu 2015 odhlasovalo římské zastupitelstvo v poměru hlasů 32:10 vyhlášku o registraci heterosexuálního a homosexuálního soužití v rámci města. Vyhláška se stala účinnou 21. května 2015. Toho dne bylo v Římě registrováno 20 párů (z toho 14 homosexuálních a 6 heterosexuálních). Jeden měl na vlastní žádost i slavnostní obřad na radnici.
4. března 2015 odhlasovalo sicilské regionální zastupitelstvo poměrem hlasů 50:5 (15 se zdrželo) pro přijet regionálního zákona o registrovaném partnerství garantujícího párům žijícím v něm, heterosexuálním i homosexuálním, veškeré benefity, které poskytuje regionální vláda. Na tvorbě zákona se podílel značnou měrou Rosario Crocetta, první otevřeně homosexuální prezident Sicílie. Liguria a Sicílie se tak staly prvními dvěma regiony s takovou legislativou.